# ابن الست
محمد بن عبد ربه بن علي العزيزي المعروف بـابن السِّت (1704 - 1785) عالم مسلم مصري في القرن الثاني عشر الهجري/ الثامن عشر الميلادي. من أهل العزيزية بشرقية إيالة مصر. كانت أمه سرية رومية، فاشتهر بنسبته إليها. هو فقيه ومُشارك في بعض العلوم ومن تلاميذ أحمد بن عبد الفتاح الملوي أخذ عنه المعقول وطريق الشاذلية. من تآليفه حواش وشروح في فقه المالكية والتوحيد والتفسير منها حاشية على تفسير آية الكرسي، حاشية على الزرقاني للعزية وخاتمة على شرح الخرشي. توفي في القاهرة عن أربع وثمانين سنة.

## سيرته
ولد محمد بن عبد ربه بن علي العزيزي المصري المالكي سنة 1116 هـ/ 1704 م في العزيزية بالشرقية في إيالة مصر. لُقِّب بـابن السِّت لأن والدته كانت سريّة رومية اشتراها أبوه وأولدها إيّاه. وكان والده قد تزوج بحرائر كثيرة فلم يلدن إلّا الإناث حتى قيل إنّه ولد له نحو ثمانين بنتاً فاشترى أم ولده هذا، محمد، فولدته ذكراً ففرح به كثيراً وربّاه في عز ورفاهية.

أخذ عن النمرسي والنفراوي والسجاعي وغيرهم وعن أحمد بن عبد الفتاح الملوي أخذ عنه المعقول وطريق الشاذلية. هو من علماء مسلمون في القرن الثاني عشر الهجري وفقيه مالكي ومُشارك في بعض العلوم. كتب حواش وشروح في فقه المالكية والتوحيد والتفسير. 

توفي ابن الست سنة 1199 هـ/ 1785 م في القاهرة عن أربع وثمانين سنة.

## آثاره
- حاشية على شرح الحفيد للعصام.
- حاشية على شرح الزرقاني للعزية.
- خاتمة على شرح الخرشي.
- ديباجة على أيساغوجي.
- شرح على تفسير آية الكرسي.